# Фридрих Клаузинг
Фридрих Клаузинг (на немски: Friedrich Klausing) е германски борец от съпротивата, участвал в опита за убийство на фюрера Адолф Хитлер от 20 юли 1944 г.

## Биография
Фридрих Клаузинг е роден в Мюнхен. По време на тийнейджърските си години, той е в Хитлерюгенд.
Присъединява се към Вермахта през есента на 1938 г. и е в Потсдамския пехотен полк 9. В битката при Сталинград е тежко ранен и през 1943 г. е командирован в Главно командване на Вермахта. Клаузинг е привлечен в плана за убийството на Хитлер от Фриц-Дитлоф фон Шуленбург.
На 11 юли 1944 г. при първия опит, Клаузинг отива заедно с Клаус фон Щауфенберг като адютант в „Бергхоф“ близо до Берхтесгаден и се уверява, че кола и самолет са готови да превозят заговорниците до Берлин след свършената работа. Планът обаче е отложен, както и вторият опит на 15 юли край Растенбург в Източна Прусия, където Клаузинг прави същата подготовка за Щауфенберг.
На 20 юли капитан Клаузинг остава в Бендлерблок в Берлин, докато Щауфенберг отива във Вълчата бърлога, за да опита отново и е съвместно отговорен за изпращането на заповеди на операция Валкирия. В нощта на 20 срещу 21 юли, след като става ясно, че бомбата от куфарчето на Щауфенберг не е убила Хитлер, Клаузинг е единственият, който бяга от пожара в Бендлерблок, след което са заловени Щауфенберг и няколко други заговорници, той се предава на Гестапо.
В съдебно заседание пред Народна съдебна палата на 8 август 1944 г., Клаузинг е осъден на смърт. Присъдата е изпълнена в същия ден в затвора Пльоцензе в Берлин.